# Suisun
Suisun (pl. Suisunes).- /"where the west wind blows" /  Pleme Patwin Indijanaca, porodica Copehan, nastanjeno nekada u dolinama Green Valley, Suisun Valley, i blizu Suisun Marsha. Tokom zime Suisuni su nastavali područje dolina i Rockville Parka, dok bi zime provodili u području Suisun Marsha. Njihove zimske kuće bile su učinjene od blata, trske i trave, dok su ljetne bile od tule-trske. Do hrane se dolazilo lovom ribolovom i sakupljanjem. Sakupljao se žir, razne bobice, divlje grožđe, gljive i drugo, a od divljači se hvatao jelen, antilopa, medvjed i zec. 
Odjeća se sastojala od pregača, obično od komada jelenje kože. Žene su prednju pregačicu isplele od tuline trske, dok bi stražnja bila od jelenje kože, a također se radila i od zečje kože. 
Najpoznatiji poglavica Suisuna bio je Sem-Yeto, od Španjolaca prozvan kršćanskim imenom Francisco Solano, ali je najpoznatiji kao 'Chief Solano' po kojemu kasniji okrug dobiva ime. 

## Vanjske poveznice
- The Suisun Indians
- Sonoma State Historic Park